# イェムトクラフト・アレーナ
イェムトクラフト・アレーナは、スウェーデンのエステルスンドにあるサッカースタジアムである。

## 概要
2007年7月13日にスタジアムの開場式典が行われ、翌14日に最初の試合となるエステルスンドFK対スウォンジー・シティ戦が行われた。
スタジアムの最多入場者数試合記録は、2017年4月13日に行われたスウェーデンカップ決勝のエステルスンドFK対IFKノルシェーピン戦で、8,369人が入場した。試合はエステルスンドFKが4-1で勝利し、初優勝を飾った。
開場から10年後の2017年7月13日にスタジアムでUEFAヨーロッパリーグ 2017-18 予選2回戦のガラタサライ戦が行われ、欧州カップ戦デビュー戦となったエステルスンドFKが2-0で勝利した。